# Земля обетованная (роман)
«Земля обетованная» (пол. Ziemia obiecana) — роман польского писателя Владислава Реймонта, написанный в 1897—1898 годах и опубликованный в 1899 году. На русском языке в переводе Н. Ю. Татарова роман был опубликован в журнале «Русское богатство» в 1903 году. В произведении описывается жизнь промышленников в Лодзи 80-х годов XIX века.

## О произведении
Роман отражает особенности жизни, быта, личных отношений, сотрудничества и работы промышленников в городе Лодзь. В городе действует множество предприятий по изготовлению и обработке ткани. В романе поднимается такие вопросы как: еврейский вопрос, состояние шляхетства и межкультурные взаимоотношения в Польше на рубеже XIX века.

## Сюжет
Главные герои Карол  Боровецкий, Макс Баум и Мориц Вельт, познакомившись во время учёбы в Риге, решают построить свою собственную фабрику. Преодолев ряд насущных проблем,три товарища реализовали свой план. Но все ли цели и желания остались такими, какими были в начале?

## Протест писателей
Также, как и роман Кукла, является отражением протеста и сопротивления польских писателей, вызванного действиями царского правительства после подавления восстания (1863—1864). Русские в романе не упоминаются, хотя существенная часть населения, а также администрация Лодзи, состояла из русских.

## Экранизации
Роман был дважды экранизирован: в 1927 году Александром Герцем и в 1974 году Анджеем Вайдой.